# Église Notre-Dame-de-Lourdes de Lamoureux
L'église Notre-Dame-de-Lourdes est un lieu de culte catholique situé à Lamoureux en Alberta (Canada). Il a été construit selon les plans de l'architecte Venne[Lequel ?] de Montréal. Il a été reconnu comme ressource historique provinciale de l'Alberta en 1994.

## Histoire
Au début des années 1870, les frères Joseph et François Lamoureux ont été persuadés par un arpenteur du chemin de fer du Canadien Pacifique de quitter la région de Kamloops et de s'établir dans la vallée de la rivière Saskatchewan Nord. Ils s'établirent sur la rive gauche de la rivière, en face du présent Fort Saskatchewan en 1872. Au cours des deux années suivantes, ils sont rejoints par le reste de la famille, créant ainsi l'un des premiers établissement canadien-français de l'Alberta. En 1877, Joseph Lamoureux achète le lot de rivière 16 pour 100 $ et une chapelle est construite sur ce lot.
En 1891, la chapelle commençait à présenter des signes de pourriture. Elle était aussi rendu trop petite pour la population de Lamoureux. L'abbé Ernest Dorais fit une campagne de financement pour la construction d'une nouvelle église. Les plans de l'église ont été obtenus de l'architecte Venne[Lequel ?] de Montréal. La construction a débuté en 1902 par un certain Millette, un entrepreneur local. Quant à la fondation, elle a été construite par Ernest Mezière. L'église est bénite et dédiée à Notre-Dame de Lourdes le 15 février 1903.